# Église Saint-Martin de Marizy-Saint-Mard
L'église Saint-Martin est une église située à Marizy-Saint-Mard, en France.

## Localisation
L'église est située sur la commune de Marizy-Saint-Mard, dans le département de l'Aisne.

## Historique
Le monument, édifié aux 12e et 13e siècles, est classé au titre des monuments historiques en 1920.